# 约瑟夫·波利希
约瑟夫·波利希（德語：Josef Polig，1968年11月9日—），意大利男子高山滑雪运动员。他曾代表意大利参加1992年冬季奥林匹克运动会高山滑雪比赛，获得男子全能金牌。